# Albugo
Albugo, género de pseudohongos fitopatógeno biótrofos de la familia Albuginaceae.
Se puede destacar la especie  Albugo candida, agente causal de la enfermedad conocida comúnmente como roya blanca de las crucíferas. 

## Síntomas
Causa deformaciones y úlceras en las plantas. Se presentan en forma de ampollas blancas en la cara superior de las hojas y pústulas eflorescentes blancas en la cara inferior.
Se desarrolla formando conidióforos que atraviesan los tejidos del hospedador formando cadenitas de células esféricas plurinucleadas.
En las cruciferas las hojas invadidas amarillean por el haz y luego presentan manchas pardas; en el envés se producen ampollas que, al romperse, desprenden un polvillo blanco harinoso. Las hojas muy afectadas se secan y caen.

## Especies atacadas
Es un parásito obligado que causa enfermedades en Brassicaceae, Convolvulaceae y otras familias. Infecta especies cultivadas como el repollo y la col. 

## Especies
- Albugo cándidoa

- Datos: Q4749920
- Multimedia: Albugo / Q4749920
- Especies: Albugo